# Kubbat al-Kurdi
Kubbat al-Kurdi (arab. قبة الكردي) – wieś w Syrii, w muhafazie Hama. W 2004 roku liczyła 438 mieszkańców.